# کارل آنتونی تاونز
کارل آنتونی تاونز جونیور (انگلیسی: Karl-Anthony Towns؛ زادهٔ ۱۵ نوامبر ۱۹۹۵) بازیکن بسکتبال آمریکایی-دومینیکنی که عضو تیم مینه‌سوتا تیمبرولوز شاغل در اتحادیه ملی بسکتبال است. او در کالج برای کنتاکی وایلدکتز بازی کرده‌است. تاونز در ۱۶ سالگی به تیم المپیک بسکتبال دومینیکن دعوت شد؛ هر چند که با تیم المپیک دومینیکن به المپیک ۲۰۱۲ راه نیافت. او به عنوان پیک اول درفت ان‌بی‌ای ۲۰۱۵ توسط مینه‌سوتا تیمبرولوز انتخاب شد و در اولین سال حضورش در فصل ۱۶–۲۰۱۵، جایزه سال بهترین تازه‌کار ان‌بی‌ای را کسب کرد.

## زندگی
تاونز با پدر آمریکایی-آفریقایی و مادر دومینیکنی در ادیسون، نیوجرسی به دنیا آمد. او در پیسکتاوای، نیوجرسی بزرگ شد. پدر او نیز بازیکن بسکتبال بود و برای دانشگاه مونموث بازی می‌کرد و مربی تیم دبیرستان پیسکتاوای تکنولوژی بود؛ همان جایی که تاونز پیش قدم شد تا بسکتبال را در آنجا شروع کرد.

## سابقه دبیرستان
او در ۶ ژانویه ۲۰۱۳، تاونز کوادرپل دبل تاریخی را با ۱۶ امتیاز و ۱۷ ریباند و ۱۱ بلاک و ۱۱ پاس منجر به گل ثبت کرد. او دومین کوادرپل دبل خود را با ۲۰ امتیاز و ۱۴ ریباند و ۱۲ بلاک و ۱۰ پاس منجر به گل به ثبت رساند. او میانگین ۲۰٫۹ امتیاز و ۱۳٫۴ ریباند و ۶٫۲ بلاک در هر بازی را به عنوان سال آخری دبیرستان ثبت کرد.

## سابقه دانشگاهی

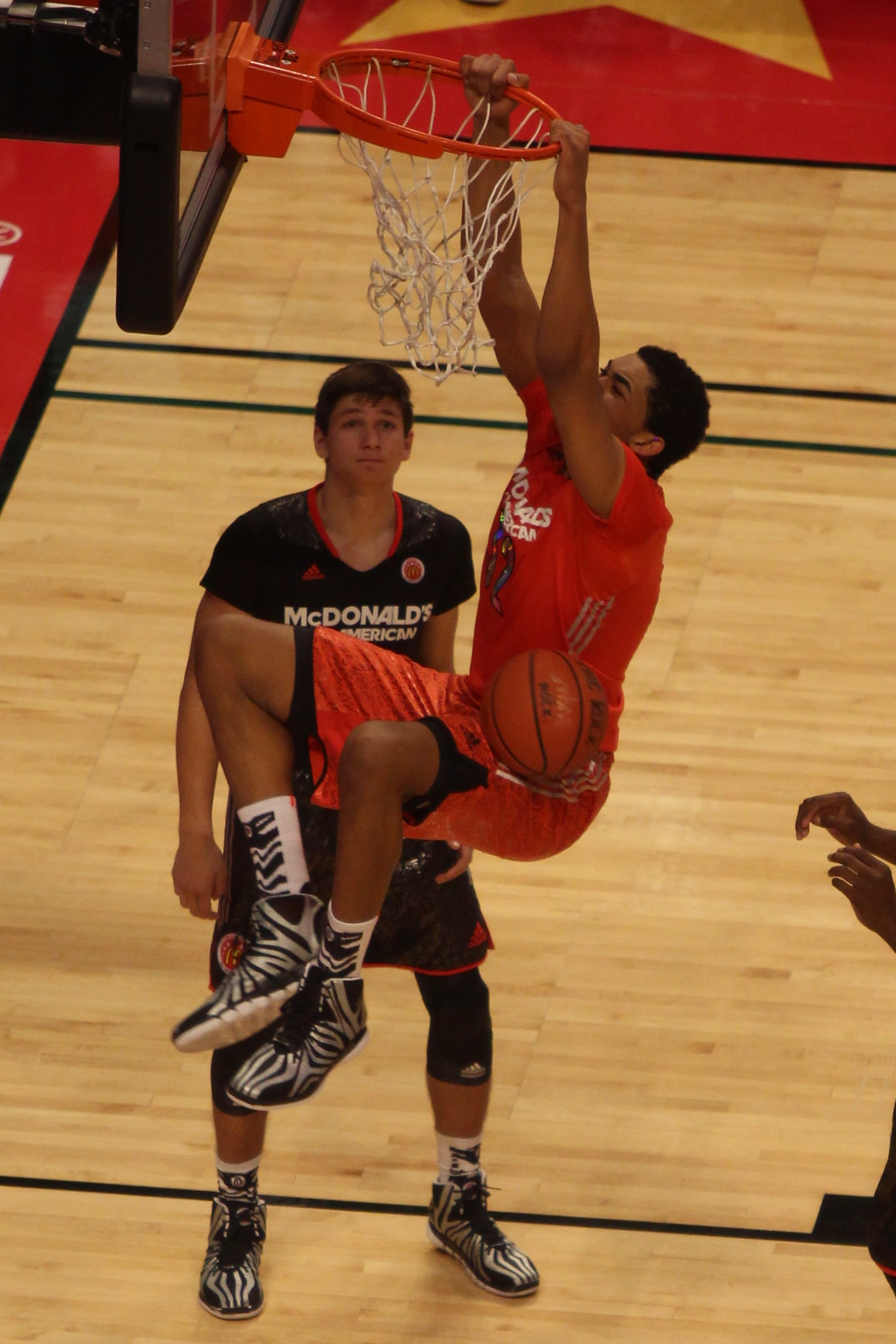
دانک تاونز در مسابقه پسران آمریکایی مک دونالد ۲۰۱۴

در سال اول دانشجویی خود، دانشگاه کنتاکی سیستم منحصربه فرد «سیستم پلوتون» را به کار گرفت که به این معنی است که زمان بازی کردن بازی‌ها محدود می‌شود، متعاقباً او میانگین ۱۰٫۳ امتیاز و ۶٫۷ ریباند و ۲۱٫۱ دقیقه در هر بازی را ثبت کرد. او در سال اول حضورش در دانشگاه کنتاکی، حرکت‌شناسی خواند به امید اینکه بعد از پایان دوران بسکتبالی خود، پزشک شود. با آنکه او کنتاکی را برای حضور در ان‌بی‌ای ترک کرد اما خود را در کلاس‌های آنلاین ثبت نام کرد تا مدرک خود را بگیرد. او به نظر آسوشیتد پرس در تیم دوم منتخب آمریکایی‌های مسابقات دانشگاهی قرار گرفت. به عنوان چشم‌انداز درفت، او در بیشتر مواقع در رنکینگ‌ها پشت جلیل اوکافور سنتر تیم بسکتبال دوک بلو دویلز قرار می‌گرفت ولی به واسطه بازی‌های قدرتمند و عالی در ان‌سی‌ای‌ای، او بهترین بازیکن دفاعی فصل انتخاب شد و شانس بهترین مهاجم فصل شدن را نیز داشت، تاونز در درفت اوکافور را غافلگیر کرد.
در ۹ آوریل ۲۰۱۵، تاونز با هم تیمی‌های خود در کنتاکی، اندرو هریسون، آرون هریسون، داکاری جانسون و دوین بوکر، تری لیلاز و ویلی کوئلی استین برای درفت ۲۰۱۵ ان‌بی‌ای اعلام شدند.

## سابقه حرفه‌ای

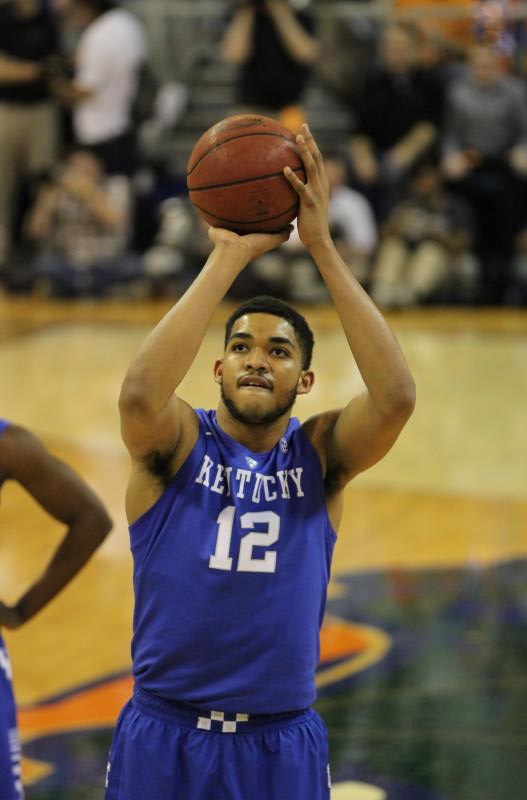
تاونز در سال ۲۰۱۵ در حال پرتاب یک توپ

### فصل ۱۵–۲۰۱۴ روکی سال
در ۲۵ ژوئن ۲۰۱۵ او توسط مینه‌سوتا تیمبرولوز به عنوان پیک اول درفت ان‌بی‌ای ۲۰۱۵ انتخاب شد. او قرارداد تازه‌کاری خود را با تیمبرولوز در ۷ ژوئیه امضا کرد و در اولین حضور خود در اتحادیه ملی بسکتبال در ۲۸ اکتبر مقابل لس آنجلس لیکرز، ۱۴ امتیاز و ۱۲ ریباند را در روز پیروزی ۱۱۲–۱۱۱ کسب کرد. او در بازی بعدی در ۳۰ اکتبر مقابل دنور ناگتس ۲۸ امتیاز و ۱۴ ریباند را کسب کرد تا دومین پیروزی متوالی تیمبرولوز کسب شود و اولین ۲–۰ تاریخ تیم را کسب کرد. او در ۱۳ بازی فصل، میانگین ۱۶ امتیاز و ۱۰٫۴ ریباند را در هر بازی کسب کرد. در سه دسامبر و عنوان بهترین روکی کنفرانس غرب در ماه نوامبر را کسب کرد تا هفتمین بازیکن تیمبرولوز شود که این افتخار را به دست آورده‌است. در ۲۹ ژانویه او ۳۲ امتیاز و ۱۲ ریباند کسب کرد تا جوانترین بازیکنی بعد از کوین دورانت بعد از سال ۲۰۰۸ شود. در ۲ فوریه، او جایزه روکی کنفرانس غرب در ماه ژانویه را مال خود کرد. او در روز پیروزی ۱۱۷–۱۱۲ مقابل تورنتو رپترز ۳۵ امتیاز (رکورد شخصی) به دست آورد. تاونز در چالش مهارت ان‌بی‌ای بهتر از آیزیا تامس در سال ۲۰۱۶ عمل کرد و این جایزه را برای خود کرد؛ او بلندترین، سنگین‌ترین و جوانترین برنده این مسابقات شد. او بهترین روکی ماه فوریه نیز شد که همراه اندرو ویگینز به دومین بازیکن ولوز تبدیل شد که سه بار این جایزه را دریافت می‌کند. او توانست در امتیازگیری رکورد کوین لاو با ۷۳۴ امتیاز و سپس کریستین لایتنر ۱۴۷۵ امتیاز بشکند. او با انجام تمام ۸۲ بازی تیم، میانگین ۱۸٫۳ امتیاز و ۱۰٫۵ ریاند را ثبت کرد و جایزه سال بهترین تازه‌کار ان‌بی‌ای را کسب کرد. او به اولین بازیکن تیمبرولوز تبدیل شد که جایزه بهترین روکی کنفرانس را برای شش ماه کسب کرد. او همچنین در تیم اول منختب ان‌بی‌ای را انتخاب شد.

### فصل ۱۷–۲۰۱۶
در ۳۰ نوامبر ۲۰۱۶، تاونز ۴۷ امتیاز و ۱۸ ریباند را در روز شکست ۱۰۶–۱۰۴ به نیویورک نیکس ثبت کرد. در ۲۱ سالگی تاونز سومین بازیکن جوان در سه دهه گذشته شد که حداقل ۴۵ امتیاز و ۱۵ گل در یک بازی به دست آورده‌است. او در ۱۷ دسامبر ۴۱ امتیاز، ۱۵ ریباند و پنج پاس منجر به گل در روز شکست ۱۱۱–۱۰۹ در وقت اضافه شده به هیوستون راکتس کسب کرد. در تاریخ ۲۸ دسامبر، او اولین تریپل دبل خود را با ۱۵ امتیاز، ۱۱ ریباند و ۱۰ اسیست در روز شکست ۱۰۵–۱۰۳ مقابل دنور ناگتس کسب کرد. ۱۹ در ۱۹ ژانویه ۲۰۱۷، او ۳۷ امتیاز، ۱۲ ریباند و ۵ اسیست را در پیروزی ۱۰۴–۱۰۱ مقابل لس آنجلس لیکرز به ثمر رساند. سه روز بعد، او ۳۲ امتیاز، ۱۲ ریباند، ۷ پاس گل و ۴ بلاک در روز پیروزی ۱۱۱–۱۰۸ مقابل دنور ناگتس کسب کرد. تاونز صدمین دبل دبل خود را لیگ پس از پیروزی ۱۰۷–۹۱ مقابل لس آنجلس کلیپرز بدست آورد و دومین بازیکن جوان پس از دوایت هاورد در لیگ شد که این افتخار را بدست آورده‌است. تاونز در فصل ۱۷–۲۰۱۶ تاریخ‌سازی کرد و به تنها بازیکنی تبدیل شد که در یک فصل حداقل ۲۰۰۰ امتیاز (۲۰۶۱)، ۱۰۰۰ ریباند (۱۰۰۷) و ۱۰۰ سه امتیازی (۱۰۱) را به دست آورد.
او در این فصل، از ۸۲ بازی استارتر، میانگین ۳۷٫۰ دقیقه، ۵۴٪ پرتاب منطقه‌ای صحیح، ۳۶٪ پرتاب سه امتیاز، ۸۳٪ پرتاب آزاد، ۱۲٫۳ ریباند، ۲٫۷ پاس منجر به گل و ۱٫۳ بلاک را ثبت کرد.

### فصل ۱۸–۲۰۱۷
در تاریخ ۱۵ نوامبر ۲۰۱۷، تاونز ۲۶ امتیاز و ۱۶ گل به ثمر رساندند و به تیم تیمبرولوز کمک کرد تا نوار شکست ناپذیری ۱۲ بازی سن آنتونیو اسپرز با پیروزی ۹۸–۸۶ پاره شود. او تا قبل از ۲۲ سالگی، جزو ۱۰ بازیکن برتر در هر دسته آماری شد؛ هشتمین بازیکن در امتیاز، سومین بازیکن در ریباند و دومین نفر در دبل-دبل با ۱۲۴ پشت سر دوایت هاورد با ۱۶۹ دبل-دبل از رکوردهای او است. در ۳۱ دسامبر سال ۲۰۱۷، تاونز ۱۸ امتیاز، ۱۴ ریباند و شش بلاک (بالاترین رکورد شخصی) در روز پیروزی ۱۰۷–۹۰ مقابل ایندیانا پیسرز کسب کرد. یک روز بعد او سیمین دبل-دبل فصل خود با ۱۶ امتیاز و ۱۳ گل زیباند در پیروزی ۱۱۴–۹۶ مقابل لس آنجلس لیکرز کسب کرد. در تاریخ ۵ ژانویه ۲۰۱۸، او ۲۵ امتیاز را ثبت کرد و ۲۳ ریباند (بالاترین رکورد شخصی) به ثمر رساندند اما بازی را با نتیجه ۹۱–۸۴ به بوستون سلتیکس واگذار کردند.

### فصل ۱۹–۲۰۱۸ (حضور دوباره در آل استار)
در ۲۳ سپتامبر ۲۰۱۸ کارل تاونز با قراردادی ۵ ساله به ارزش ۱۹۰ میلیون دلار با تیمبرولوز تمدید کرد. در ۹ نوامبر کارل بیشترین امتیاز فصلش را در روز شکست مقابل ساکرامنتو کینگز ثبت کرد و ۳۹ امتیاز و ۱۹ ریباند کسب کرد. او در ۲۴ نوامبر در روز پیروزی ۱۱۱–۹۶ مقابل شیکاگو بولز ۳۵ امتیاز و ۲۳ ریباند کسب کرد که سومین بازی در دوران حرفه بازیگری اش بود که حداقل ۳۰ امتیاز و ۲۰ ریباند داشته‌است. در ۱۲ ژانویه او ۲۷ امتیاز و ۲۷ ریباند در روز پیروزی ۱۱۰–۱۰۶ مقابل نیو اورلینز پلیکانز کسب کرد که بیشترین تعداد ریباندش در دوران بازیگری اش بود. در ۲۲ فوریه پیش از بازی با نیویورک نیکس، در راه فرودگاه تاونز تصادف کرد و بازی را از دست داد. تا قبل از دست دادن این بازی، او ۳۰۳ بازی متوالا از شروع حضورش در ان بی ای استارتر تیمش بود که از فصل ۷۱–۱۹۷۰ بی‌سابقه و طولانی‌ترین روند بود. آنتونی در ۵ مارس در روز پیروزی ۱۳۱–۱۲۰ مقابل اکلاهما سیتی تاندر ۴۱ امتیاز و ۱۳ ریباند کسب کرد و به رتبه پنجم بیشترین امتیازگیری در تاریخ مینه سوتا صعود کرد و از والی سزربیاک اسپانیایی با ۶۷۷۷ امتیاز عبور کرد. در ۲۳ مارس در روز پیروزی ۱۱۲–۹۹ مقابل ممفیس گریزلیز کارل ۳۳ امتیاز و ۲۲ ریباند کسب کرد تا یک بار دیگر بازی ای با حداقل ۳۰ امتیاز و ۲۰ ریباند ثبت کند.